# Тромбетта, Маурицио
Маурицио Тромбетта (итал. Maurizio Trombetta; 29 сентября 1962, Удине, Италия) — итальянский футболист и футбольный тренер.

## Карьера

### Клубная
Воспитанник столичной команды «Удинезе». Однако за свой родной клуб в Серии A Тромбетта провёл только одну игру. В дальнейшем он выступал за различные итальянские команды низших лиг. Несколько лет футболист отыграл в Серии B.

### Тренерская
Через год после завершения своей карьеры, в 1994 году Маурицио Тромбетта вошёл в тренерский штаб «Удинезе». В дальнейшем в течение многих лет он входил в тренерские штабы ведущих команд Италии. Долгое время Тромбетта работал в паре с Франческо Гвидолином в «Удинезе» и «Болоньи».
В 2008 году специалист переехал в Румынию, где стал помощником Йоана Андоне в клубе ЧФР. После отставки Андоне команду возглавил Тромбетта. Команда «ЧФР Клуж» к моменту смены тренера уже стала чемпионом Румынии. Под руководством Тромбетты «ЧФР-Клуж» выступал в групповом этапе Лиги Чемпионов. В первом же матче на турнире румыны сенсационно переиграли в гостях итальянскую «Рому», а в следующем туре сыграли вничью с английским «Челси». Правда в следующих 4 матчах ЧФР потерпел поражения и вылетел из еврокубков. Через некоторое время после вылета из Лиги Чемпионов Тромбетта был отправлен в отставку.
Через три года итальянский специалист вернулся в Румынию, где в 2011/2012 тренировал «Тыргу-Муреш». По окончании сезона команда покинула Лигу I, после чего Тромбетта был уволен.
В 2012/2014 году он занимал пост технического директора в родном «Удинезе». В 2014 году Тромбетта перебрался на аналогичную должность в ведущий клуб Италии «Ювентус».